# Tenuicollis subsericeus
Tenuicollis subsericeus is een keversoort uit de familie snoerhalskevers (Anthicidae). De wetenschappelijke naam van de soort is voor het eerst geldig gepubliceerd in 1898 door Pic.